# Karen Atala
Jacqueline Karen Atala Riffo (20 de octubre de 1963) es una abogada y jueza chilena de ascendencia palestina, titulada en la Universidad de Chile.
Karen Atala ha sido conocida como la primera jueza chilena asumida públicamente lesbiana. Atala ha demandado al Estado chileno ante la Corte Interamericana de Derechos Humanos por discriminación luego que la Corte Suprema de ese país le negara la tuición de sus 3 hijas producto de su convivencia con una pareja homosexual. Hoy es miembro del directorio de la Fundación Iguales.

## Demanda
En 2003 fue demandada ante los tribunales por su exmarido el abogado Jaime López, por la tuición de sus hijas menores de edad basado en su orientación sexual. 
Según él, sus tres hijas no podrían estar al cuidado de su madre por ser esta lesbiana y vivir con su pareja, la historiadora Emma de Ramón, en el mismo hogar que ejerce la crianza de las niñas. 
Karen Atala decidió no negar el hecho y se defendió ante la instancia jurisdiccional correspondiente. Tanto las sentencias de primera como de segunda instancia, se reconoce el derecho de la madre al cuidado y custodia de las menores. 
Ante estos fallos, el padre recurrió de recurso extraordinario de Queja ante la Corte Suprema de Chile, la que revocó los fallos anteriores basándose en dos argumentaciones: "aparte de los efectos que esa convivencia puede causar en el bienestar y desarrollo psíquico y emocional de las hijas, atendida sus edades, la eventual confusión de roles sexuales que puede producirles por la carencia en el hogar de un padre de sexo masculino y su reemplazo por otra persona del género femenino, configura una situación de riesgo para el desarrollo integral de las menores respecto de la cual deben ser protegidas" y "la convivencia entre Atala y su pareja, sitúa a las menores en un estado de vulnerabilidad en su medio social, pues es evidente que su entorno familiar excepcional se diferencia significativamente del que tienen sus compañeros de colegio y relaciones de la vecindad en que habitan, exponiéndolas a ser objeto de aislamiento y discriminación que igualmente afectará a su desarrollo personal".

## Denuncia por discriminación ante la CIDH
Es por esta resolución, dictada por el máximo tribunal chileno en 2004 y que, de paso, pone fin a toda instancia a nivel nacional, que Atala decide recurrir denunciar al Estado chileno ante la Comisión Interamericana de Derechos Humanos por atentados graves a los Derechos Humanos de las personas, entre otros el derecho a la igualdad y la no discriminación. 
La Comisión Interamericana de Derechos Humanos declaró admisible la denuncia en agosto de 2008. Tras años de espera, en 2010 se reconoce la discriminación sufrida tras ser apartada de sus hijas.

### Recomendación de la Comisión Interamericana de Derechos Humanos (CIDH)
En 2010, la Comisión Interamericana de Derechos Humanos (CIDH) concluyó que Chile vulneró los derechos de la jueza Karen Atala al quitarle la tuición de sus tres hijas debido a su orientación sexual. 
Junto con ello, la instancia hizo recomendaciones al Estado chileno en orden a reparar el daño causado a la familia y a evitar la ocurrencia de situaciones similares en el futuro. 
En su informe final, del 18 de diciembre de 2009, la comisión recomienda a Chile “reparar integralmente” a Karen Atala por haberse vulnerado su “derecho a vivir libre de discriminación”. 
Asimismo, el texto recomienda al Estado chileno “adoptar legislación, políticas públicas, programas y directivas para prohibir y erradicar la discriminación con base en la orientación sexual en todas las esferas del ejercicio del poder público, incluyendo la administración de justicia”. 
Para la adopción y cumplimiento de estas medidas, la comisión dio un plazo de dos meses, a contar de diciembre de 2009. No obstante, la Corte Suprema sólo recibió el 25 de marzo de 2010 un oficio del Ministerio de Relaciones Exteriores, donde se detallaban las conclusiones de la CIDH en relación con el caso Atala y se pedía al Poder Judicial informar al respecto. Una vez que Chile elabore la respuesta, la comisión determinará si abre un proceso en contra del Estado en la Corte Interamericana.

### Reacción del gobierno
El gobierno adoptó como primera medida la creación de una mesa de trabajo intersectorial para analizar el tema, medida precisamente recomendada por el organismo dependiente de la Organización de Estados Americanos (OEA). Dicha mesa estará compuesta por El Consejo de Defensa del Estado, la Corte Suprema y parlamentarios, además de parte del equipo jurídico de la jueza, el Centro de Derechos Humanos de la UDP y la Corporación Humanas. Como no prosperó dicha mesa de trabajo, se optó por desahuciar el Acuerdo de Solución Amistosa y se prosiguió adelante con la denuncia internacional. De tal modo que la Comisión Interamericana demandó al Estado chileno ante la Corte Interamericana, generándose la Causa conocida Atala Riffo y Niñas Vs. Chile, siendo condenado el Estado chileno por graves violaciones a los derechos humanos de la Sra. Atala y de sus hijas, con fecha 24 de febrero de 2012.
[cita requerida]

### Resolución del fallo
"Si bien es cierto que ciertas sociedades pueden ser intolerantes a condiciones como la raza, el sexo, la nacionalidad o la orientación sexual de una persona, los Estados no pueden utilizar esto como justificación para perpetuar tratos discriminatorios", señaló parte del fallo de la Corte Interamericana.
El organismo internacional además ordenó a Chile a realizar una serie de acciones para reparar el daño a la jueza, entre ellas, pagar una indemnización de 35 millones de pesos. Sin embargo, no pudo devolver la tuición de sus hijas.
"Como madre que te priven de la tuición de tus hijos; el no tener injerencia en su crianza, educación, tiene un altísimo costo. Es un daño irreversible, irreparable que queda ahí. Como familia estamos trabajando para restablecer el vínculo y lazos, ya en miras para la madurez, en el plano ya no de niñitas, sino de hijas adultas con su mamá", (Karen Atala, revista Caras, abril de 2017).